# Monoposthia ornata
Monoposthia ornata är en rundmaskart. Monoposthia ornata ingår i släktet Monoposthia och familjen Monoposthiidae. Inga underarter finns listade i Catalogue of Life.